# Lövsångaren 7

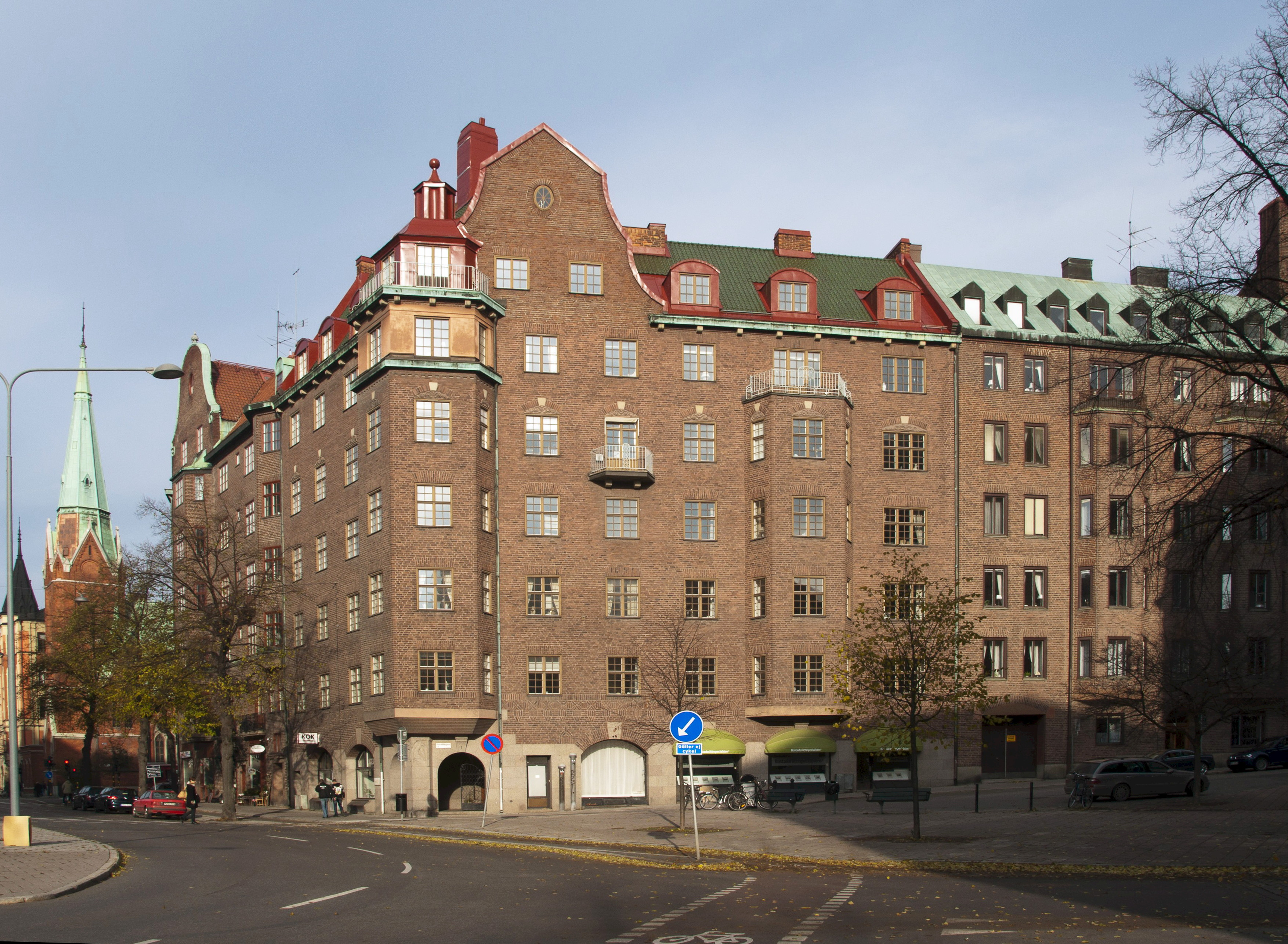
Lövsångaren 7 sedd från Birger Jarlsgatan / Östermalmsgatan med Sankt Georgios kyrka i bakgrunden, oktober 2010.

Lövsångaren 7 är en kulturhistoriskt värdefull bostadsfastighet i kvarteret Lövsångaren belägen vid hörnet Östermalmsgatan 1 / Birger Jarlsgatan 88 i Lärkstaden på Östermalm i Stockholm. Byggnaden uppfördes 1912–1913 av byggmästaren Frans Albert Andersson efter ritningar av arkitektkontoret Östlihn & Stark. Fastigheten är grönmärkt av Stadsmuseet i Stockholm, det innebär "särskilt värdefull från historisk, kulturhistorisk, miljömässig eller konstnärlig synpunkt". Lövsångaren 7 ingår i ett område av Riksintresse för kulturmiljövården.

## Historik

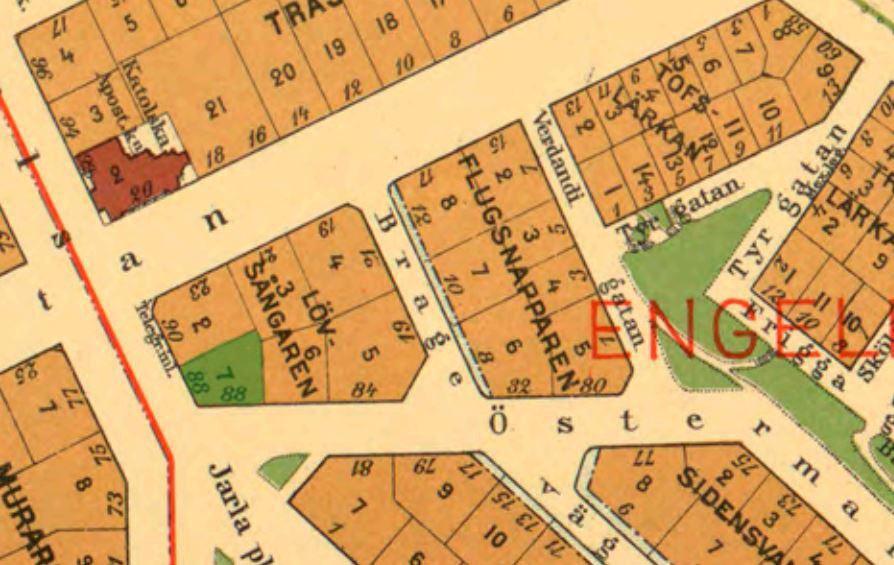
Lövsångaren nr 7 (grön), 1930.

Området där västra delarna av kvarteret Lövsångaren utbreder sig idag låg de sista torrlagda resterna efter Träskfloden som var en gammal vattenförbindelse mellan Brunnsviken och Nybroviken. Redan 1878 upprättades en översiktsplan för en framtida bebyggelse i Stockholms nordöstra delar. Planen bearbetades 1902 av stadsplanearkitekten  Per Olof Hallman som anpassade den till områdets topografiska förhållanden.  Lövsångaren och Lärkstadens kvarter i söder och öster bildades 1908 i samband med en stadsplan för Eriksbergsområdet med omgivning som upprättats av stadsingenjören Gustaf von Segebaden. 
År 1911 började Stockholms stad försäljning av byggtomter i det nybildade kvarteret Löfsångaren. För fastigheten Lövsångaren 7 avsattes en areal om 597,9 kvadratmeter och såldes 1912 med äganderätt (”å fri och egen grund” står det på tomtkartan) till arkitektkontoret Östlihn & Stark som drevs av arkitekterna Josef Östlihn och Albin Stark Beställare och byggmästare för Lövsångaren 7 var Frans Albert Andersson. Huset ritades av Östlihn & Stark och för konstruktionsritningarna stod Tore Schubert – Byrå för byggnadskonstruktioner. Bygglov beviljades 1912 och slutbesiktningen ägde rum 1913. Andersson byggde på spekulation och enligt Stockholms adresskalender från 1916 var fastigheten då sålt till Fastighets AB Käpplingen.

## Byggnadsbeskrivning

### Exteriör

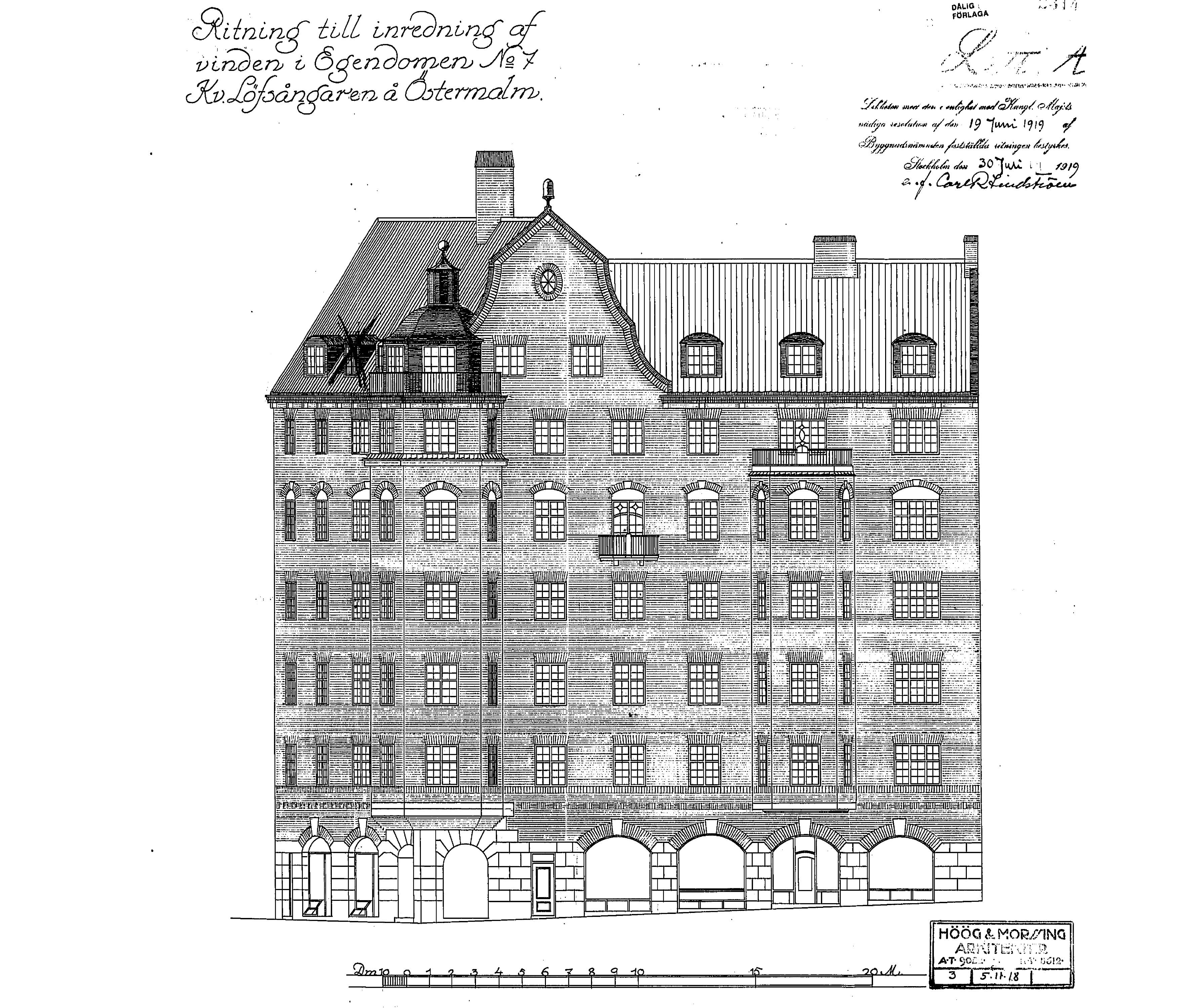
Höög & Morssings fasadritning från 1918

Lövsångaren 7 kom att hamna på dyig mark, som var resterna efter den gamla Träskfloden. Just här var det omkring nio meter ner till fast berg och byggnaden fick därför grundläggas på omfattande betongkonstruktioner. 
Huset uppfördes i sex våningar samt källare där bottenvåningen kom att innehålla butikslokaler. Gatufasaderna restes av rött fogstruket (ut till fasadlivet fyllda tegelfogar) tegel som delvis mönstermurades och som i höjd med bottenvåningen kläddes med kvadermurat granit. Val av rött tegel var ett krav från byggnadsnämnden som därmed ville anknyta till Engelbrektskyrkans fasadmaterial. Några fönster smyckades av i puts skulpterade överstycken visande växtmotiv och volutformer.  
Hörnet Birger Jarlsgatan / Östermalmsgatan utformades som ett burspråk vilket kröns sedan ombyggnaden från 1920-talet av ett torn (ursprungligen en hörnterrass). I hörnet finns även husets huvudentré som ligger djupt indraget i en kryssvälvd portik. Hörnpelaren pryddes av två hukande mansfigurer vilka bär upp burspråkspartiet på sina axlar. Bottenvåningens butiksfönster utfördes välvda i tegel med slutstenen i granit. Däröver löper en mönstermurad bård längs med hela huset. Närmast hörnet Östermalmsgatan / Birger Jarlsgatan reser sig en hög gavelfronton över takfoten. Ytterligare ett burspråk finns på fasaden mot Östermalmsgatan. Yttertaket är täckt av grönt glaserat taktegel.

### Interiör

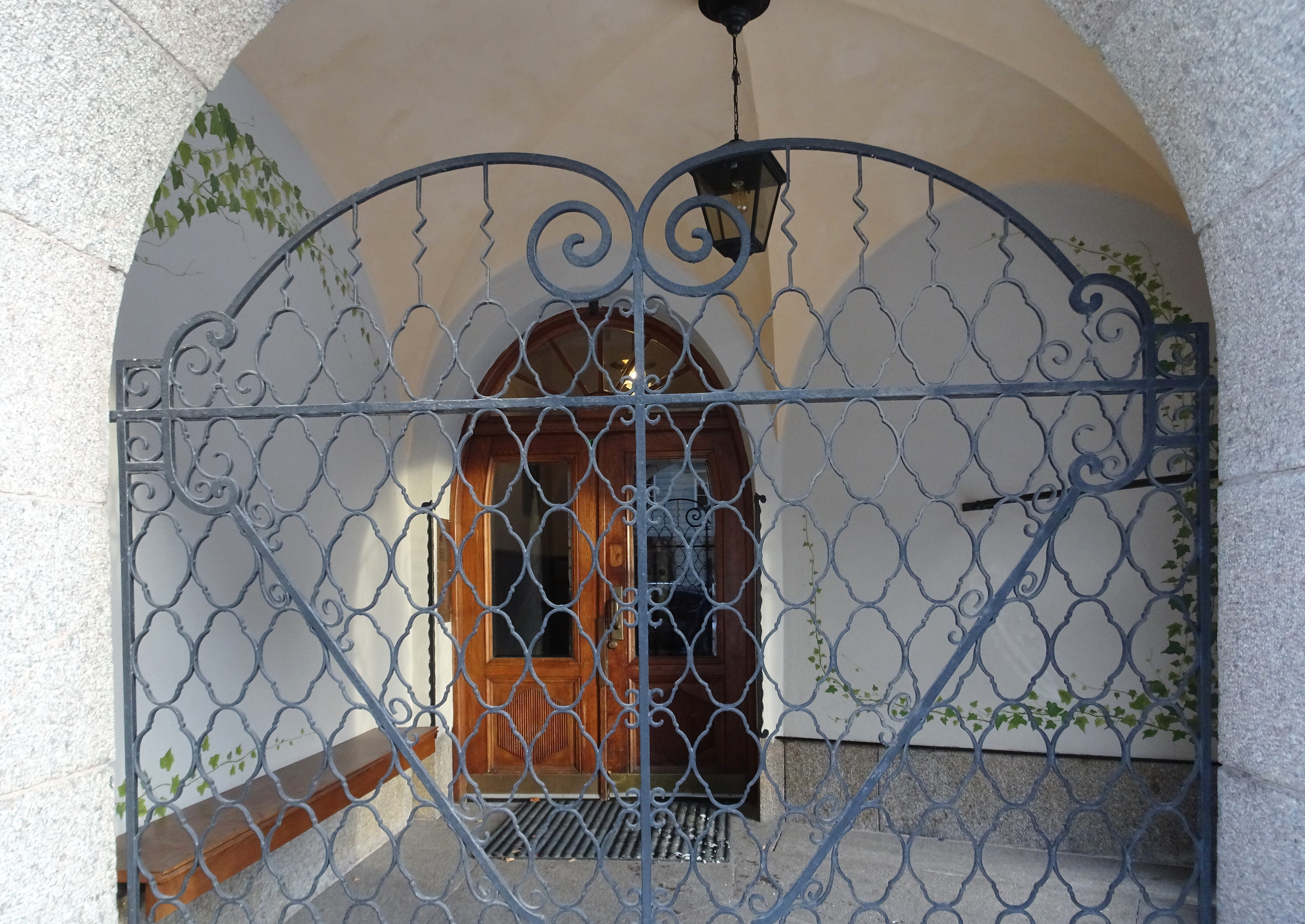
Portiken med entrén.

Entréporten är välvd och glasad. I entréhallen ligger ett golv av vit marmor med grå bård. En glasat mellandörr leder till trapphuset med golv, trappsteg, väggar och tak utförda som i entréhallen. Våningsplanen delades i två store lägenheter om sju rum och kök (mot Birger Jarlsgatan) respektive sex rum och kök (mot Östermalmsgatan). Där ingick en stor hall med öppen spis och en jungfrukammare. 
Köksregionen nåddes via en kökstrappa och en balkong som gick till båda lägenheterna. I källarvåningen anordnades lagerlokaler för bottenvåningens butiker. På bottenvåningen fanns, utöver ett antal butiker, även en liten portvaktslägenhet samt en korridor från gatan till bakgården. 
Vinden var till en början oinredd men ombyggdes i början av 1920-talet till att inhysa en enda stor lägenhet om sju rum och kök samtidigt försvann hörnterrassen. För ritningarna svarade arkitektkontoret Höög & Morssing som tidigare ritat även Lövsångaren nr 2-5 i samma kvarter.  Sedan dess har flera moderniseringar och ombyggnader ägt rum.
På 1970- och 1980-talen innehades Lövsångaren 7 av Svenska Bankmannaförbundet. Idag ägs fastigheten av bostadsrättsföreningen Lövsångaren 7 som bildades 1982. Föreningen äger byggnadens 12 lägenheter och står också som hyresvärd för husets kommersiella lokaler.

### Bilder, fasaddetaljer

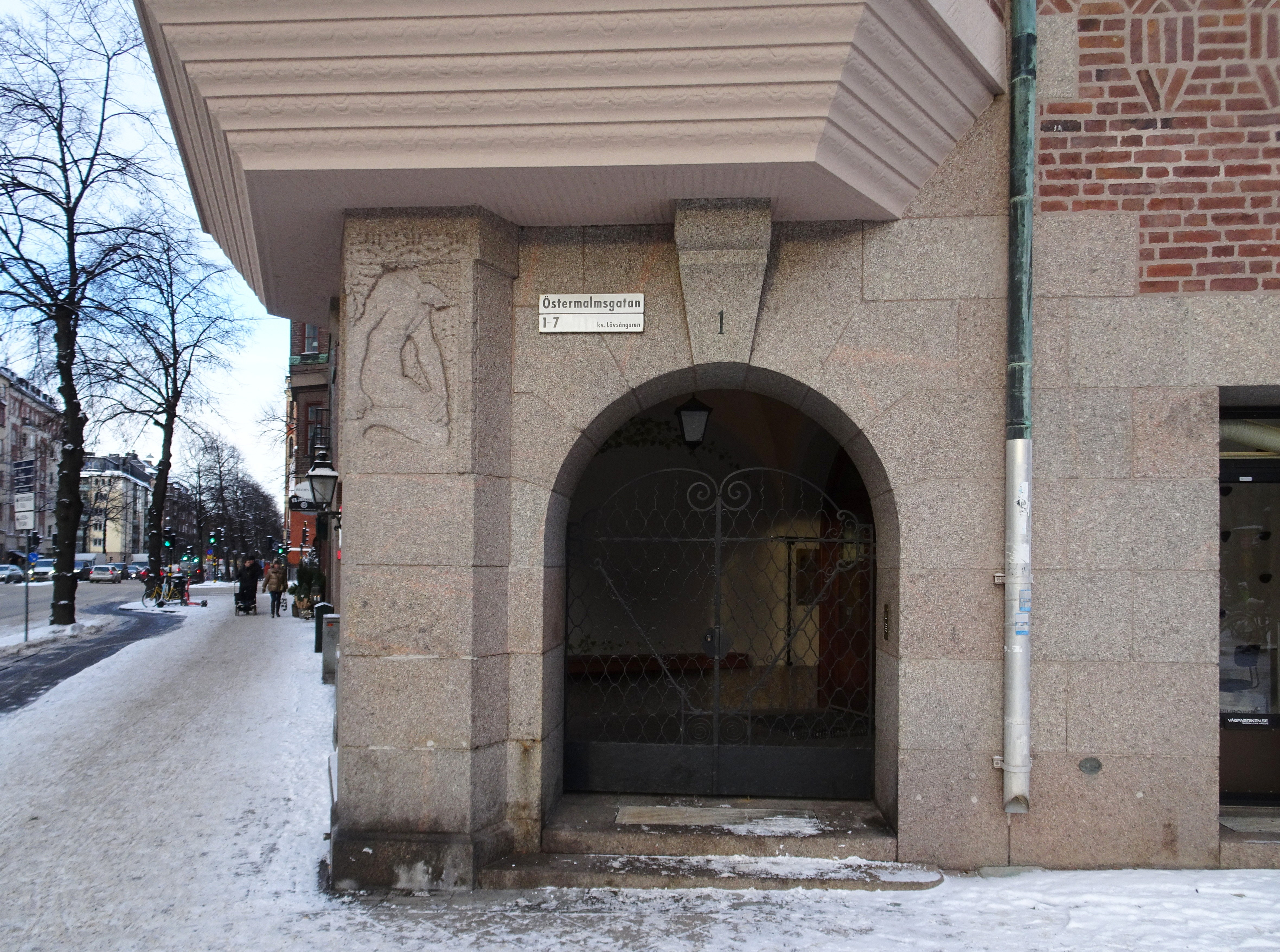
Hörnet Östermalmsgatan 1.
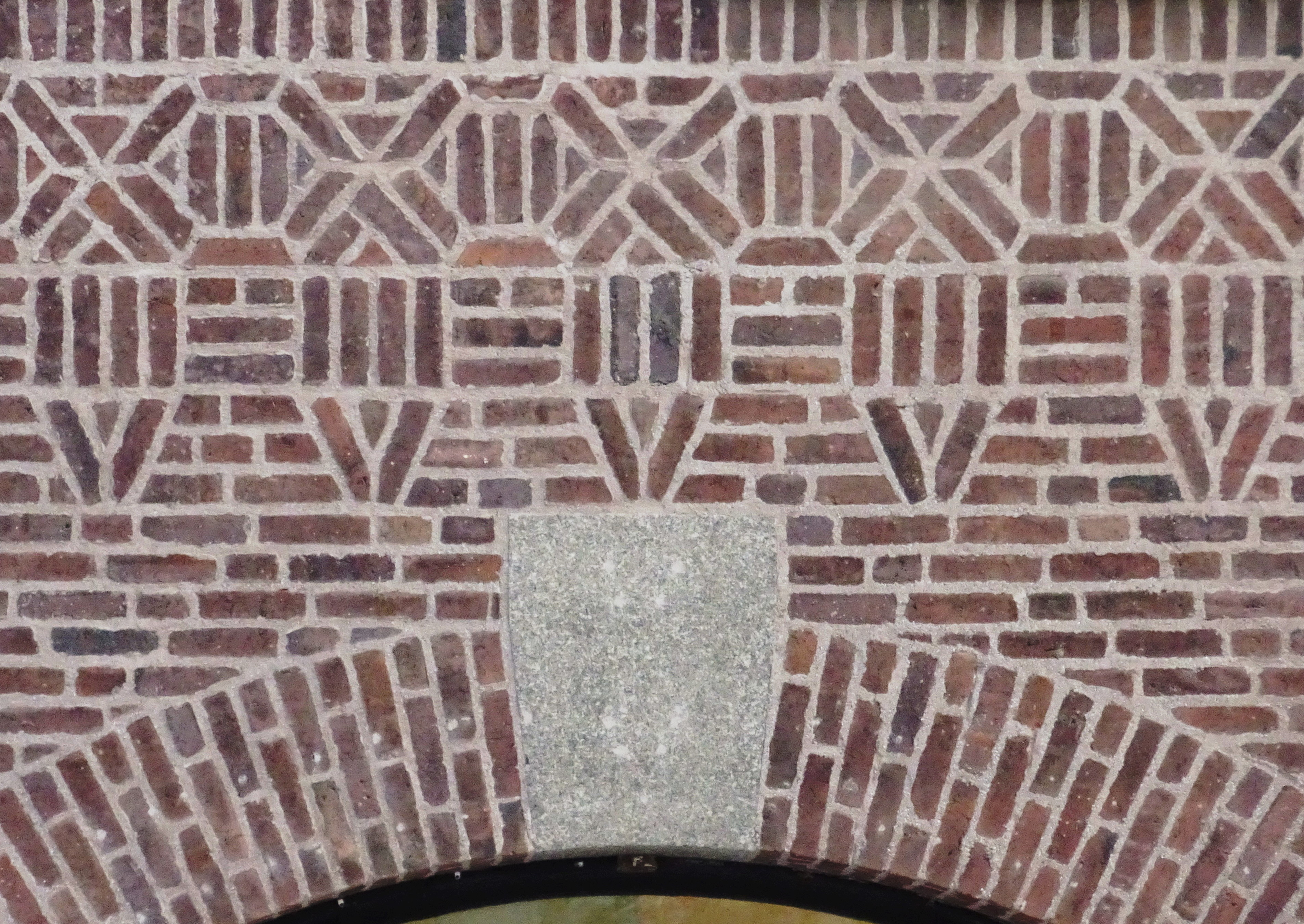
Mönstermurning över butiksfönster.
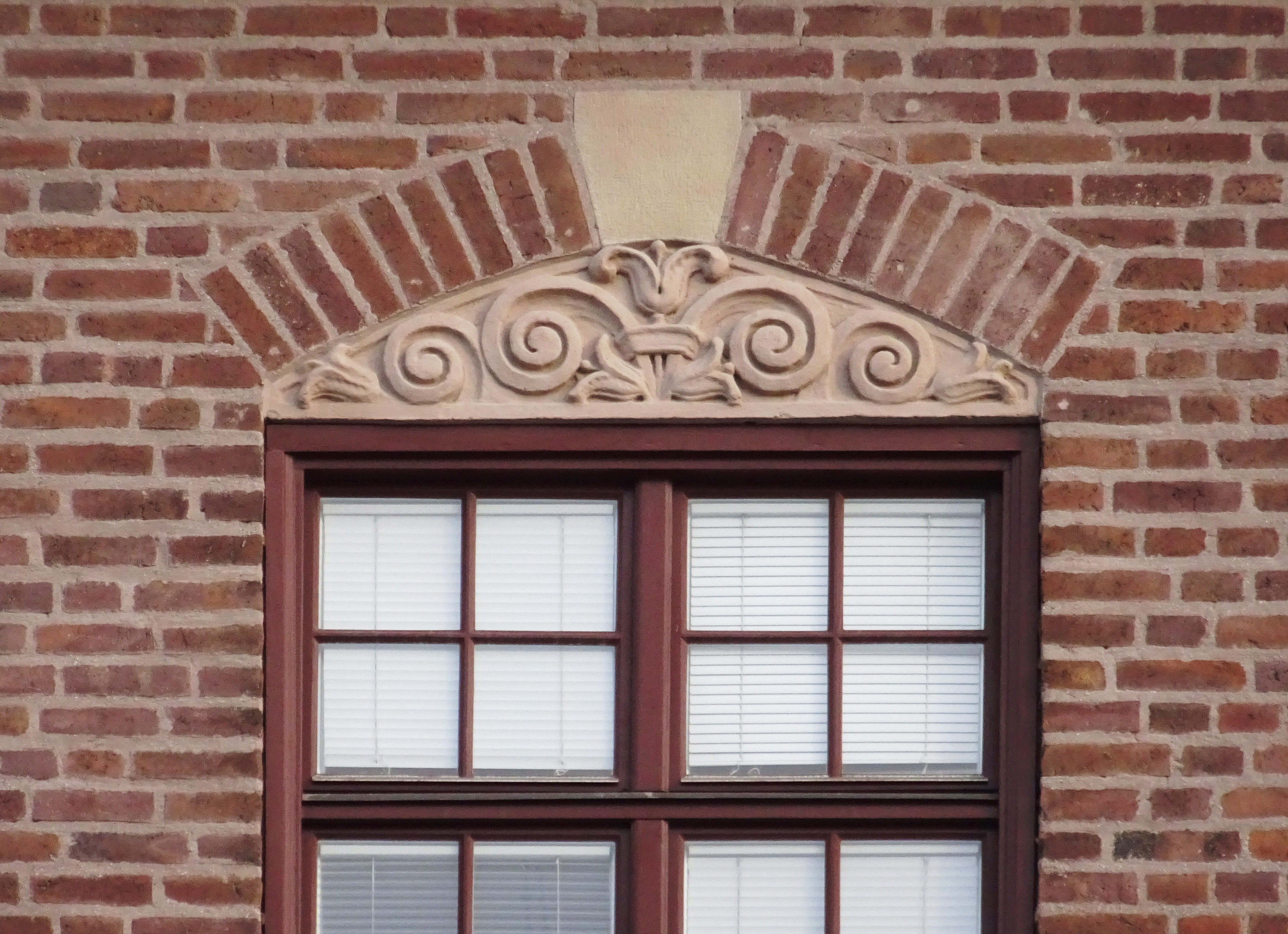
Putsdekoration över fönster, våning 5 trappor.
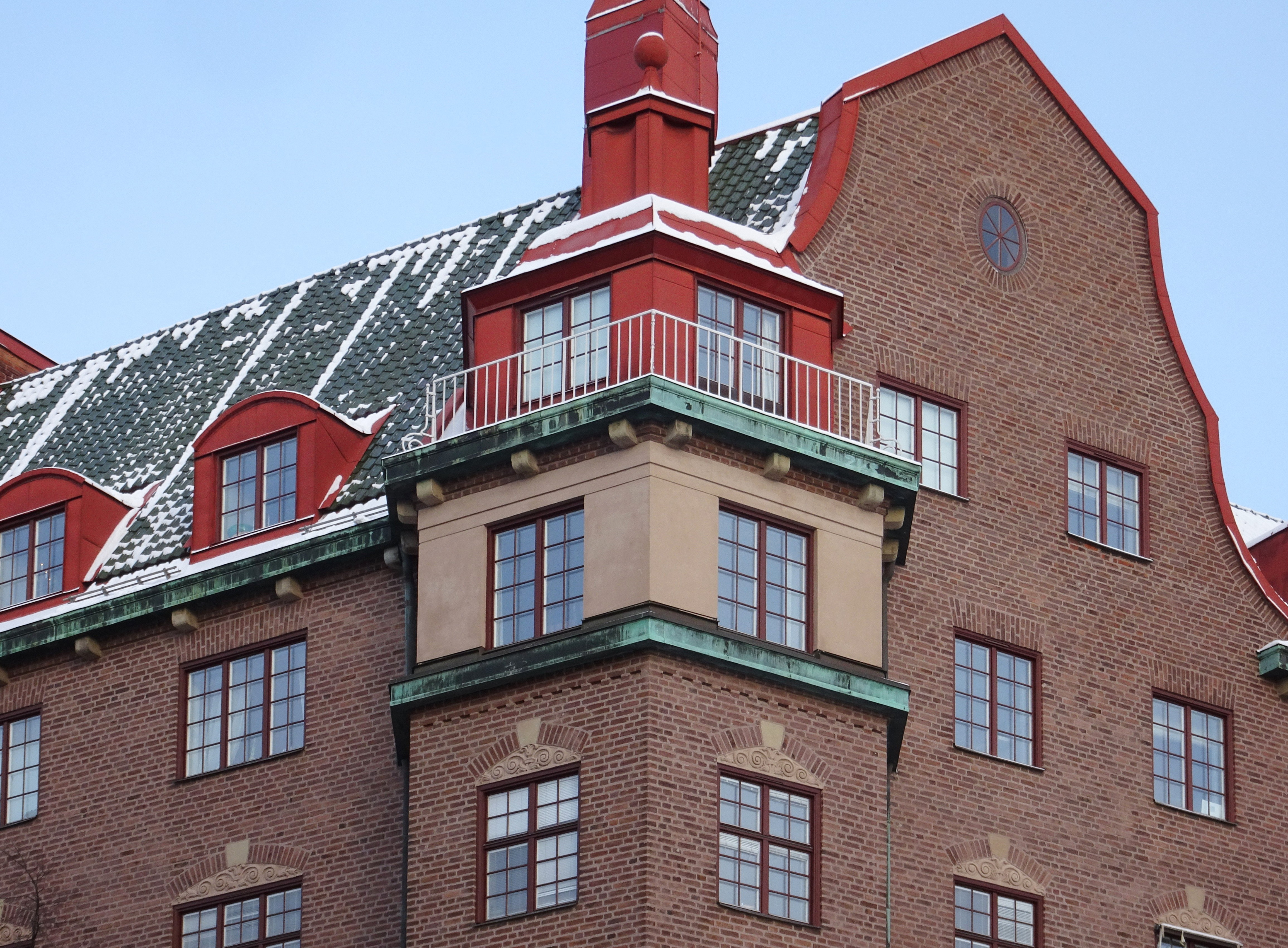
Hörntornet, tidigare terrass.